# Championnat de Namibie de football 2007-2008
 (septembre 2017).
Si vous disposez d'ouvrages ou d'articles de référence ou si vous connaissez des sites web de qualité traitant du thème abordé ici, merci de compléter l'article en donnant les références utiles à sa vérifiabilité et en les liant à la section « Notes et références ».
Navigation
Édition précédente Édition suivante
La saison 2007-2008 du Championnat de Namibie de football est la seizième édition de la Premier League, le championnat de première division national namibien. Les équipes engagées sont regroupées au sein d'une poule unique où elles affrontent deux fois leurs adversaires, à domicile et à l'extérieur. En fin de saison, les deux derniers du classement sont relégués et remplacés par les deux meilleurs clubs de deuxième division.
C'est le club d'Orlando Pirates Windhoek qui remporte la compétition cette saison après avoir terminé en tête du classement, avec quatre points d'avance sur le triple tenant du titre, Civics FC et six sur Ramblers FC. C'est le tout premier titre de champion de Namibie de l'histoire du club.

## Participants
- Ramblers FC
- Mighty Gunners FC - Promu de D2
- SK Windhoek
- Eleven Arrows FC
- African Stars FC
- Civics FC
- Blue Waters FC
- Oshakati City FC
- United Africa Tigers FC
- Black Africa FC
- Orlando Pirates Windhoek
- Fedics United - Promu de D2

## Compétition

### Classement
Le classement est établi sur le barème de points classique : victoire à 3 points, match nul à 1, défaite à 0.
| Rang | Équipe                   | Pts | J  | G  | N  | P  | Bp | Bc | Diff |
| ---- | ------------------------ | --- | -- | -- | -- | -- | -- | -- | ---- |
| 1    | Orlando Pirates Windhoek | 41  | 22 | 11 | 8  | 3  | 35 | 14 | +21  |
| 2    | Civics FC'T'C            | 37  | 22 | 10 | 7  | 5  | 27 | 19 | +8   |
| 3    | Ramblers FC              | 35  | 22 | 9  | 8  | 5  | 35 | 25 | +10  |
| 4    | Black Africa FC          | 34  | 22 | 9  | 7  | 6  | 31 | 28 | +3   |
| 5    | SK Windhoek              | 34  | 22 | 8  | 10 | 4  | 20 | 17 | +3   |
| 6    | Eleven Arrows FC         | 32  | 22 | 10 | 2  | 10 | 27 | 25 | +2   |
| 7    | African Stars FC         | 31  | 22 | 7  | 10 | 5  | 31 | 27 | +4   |
| 8    | Oshakati City FC         | 28  | 22 | 7  | 7  | 8  | 27 | 30 | -3   |
| 9    | United Africa Tigers FC  | 27  | 22 | 6  | 9  | 7  | 29 | 31 | -2   |
| 10   | Mighty Gunners FCP       | 20  | 22 | 3  | 11 | 8  | 20 | 27 | -7   |
| 11   | Blue Waters FC           | 15  | 22 | 2  | 9  | 11 | 18 | 33 | -15  |
| 12   | Fedic UnitedP            | 15  | 22 | 3  | 6  | 13 | 26 | 50 | -24  |

|  | Champion de Namibie 2007-2008                                                           |
|  | Relégation directe en deuxième division                                                 |
|  | T : Tenant du titre C : Vainqueur de la Coupe de Namibie P : Promu de deuxième division |

## Bilan de la saison
| Championnat de Namibie de football 2007-2008                        |                                      |
| Champion                                                            | Orlando Pirates Windhoek (1er titre) |
| Coupes et trophées                                                  |                                      |
| Vainqueur de la Coupe de Namibie 2007-2008                          | Civics FC                            |
| Qualifications continentales                                        |                                      |
| Ligue des champions de la CAF 2009                                  | Aucun                                |
| Coupe de la confédération 2009                                      | Aucun                                |
| Promotions et relégations                                           |                                      |
| Promus en Championnat de Namibie de football                        | Chief Santos FC                      |
| Promus en Championnat de Namibie de football                        | Hotspurs FC                          |
| Relégués en Championnat de Namibie de football de deuxième division | Blue Waters FC                       |
| Relégués en Championnat de Namibie de football de deuxième division | Fedics United                        |